# Words
Wordsは英羅語彙集のアプリケーション。ラテン語の単語を入力すると活用形や付加されている接辞の候補が表示され、英単語を入力すると意味の近いラテン語の単語の候補が表示される。オンライン版とダウンロード版がある。プログラミング言語のAdaを用いて作成された。